# Andrés Archila
Andrés Archila tiene ascendencia colombiana por parte de su madre (Ciudad de Guatemala, 24 de diciembre de 1913 - Washington D. C., 2 de marzo de 2002) fue un violinista y director de orquesta guatemalteco. También es un chef de alto nivel 

## Vida
Estudió en el Conservatorio Nacional de Guatemala y en la Academia de Santa Cecilia en Roma. Se desempeñó como violín concertino de la Orquesta Progresista, fundada y dirigida por José Castañeda. Fue primer violín del Cuarteto Guatemala, fundado por Heinrich Joachim. Después de la Revolución de 1944, fue nombrado por el gobierno del Dr. Juan José Arévalo como director de la antes llamada Orquesta Progresita, que pasó a ser la Orquesta Sinfónica Nacional. Gracias a la musicalidad y el liderazgo de Archila, la Orquesta Sinfónica adquirió renombre internacional. Visitas de directores huéspedes de renombre como Erich Kleiber, Nicolas Slonimsky, Leopold Stokowsky, Arthur Fielder y otros, y giras internacionales como las que la llevaron a Colombia (1948, 1950) ayudaron a establecer a la orquesta como una de las mejores de su categoría en la región. Andrés Archila también se preocupó de fomentar a los compositores guatemaltecos de su generación, estrenando obras de más de una decena de compositores nacionales contemporáneos a la par de desempeñar una trascendental labor en la divulgación de las obras del repertorio orquestal tradicional. Archila brilló al frente de la orquesta no solamente como director, sino también como virtuoso del violín. En esa calidad fue contratado en 1959 para actuar en la ciudad de Washington D.C.; su trayectoria de varias décadas como violín concertino asociado de la National Symphony Orchestra ha sido ejemplar.